# Woodstock (Terre-Neuve-et-Labrador)
Pour les articles homonymes, voir Woodstock.
Woodstock est un hameau située sur l'île de Terre-Neuve dans la province de Terre-Neuve-et-Labrador au Canada.

## Annexe